# Луценко Павло Кіндратович
Павло Кіндратович Луценко (1873, Краснокутськ, Богодухівський повіт, Харківська губернія, Російська імперія — 1934, Харків, УРСР, СРСР) — російський і радянський український піаніст, педагог, професор і завідувач кафедри фортепіано у Харківській консерваторії (у 1918—1922 — ректор), музично-громадський діяч.

## Біографічні відомості

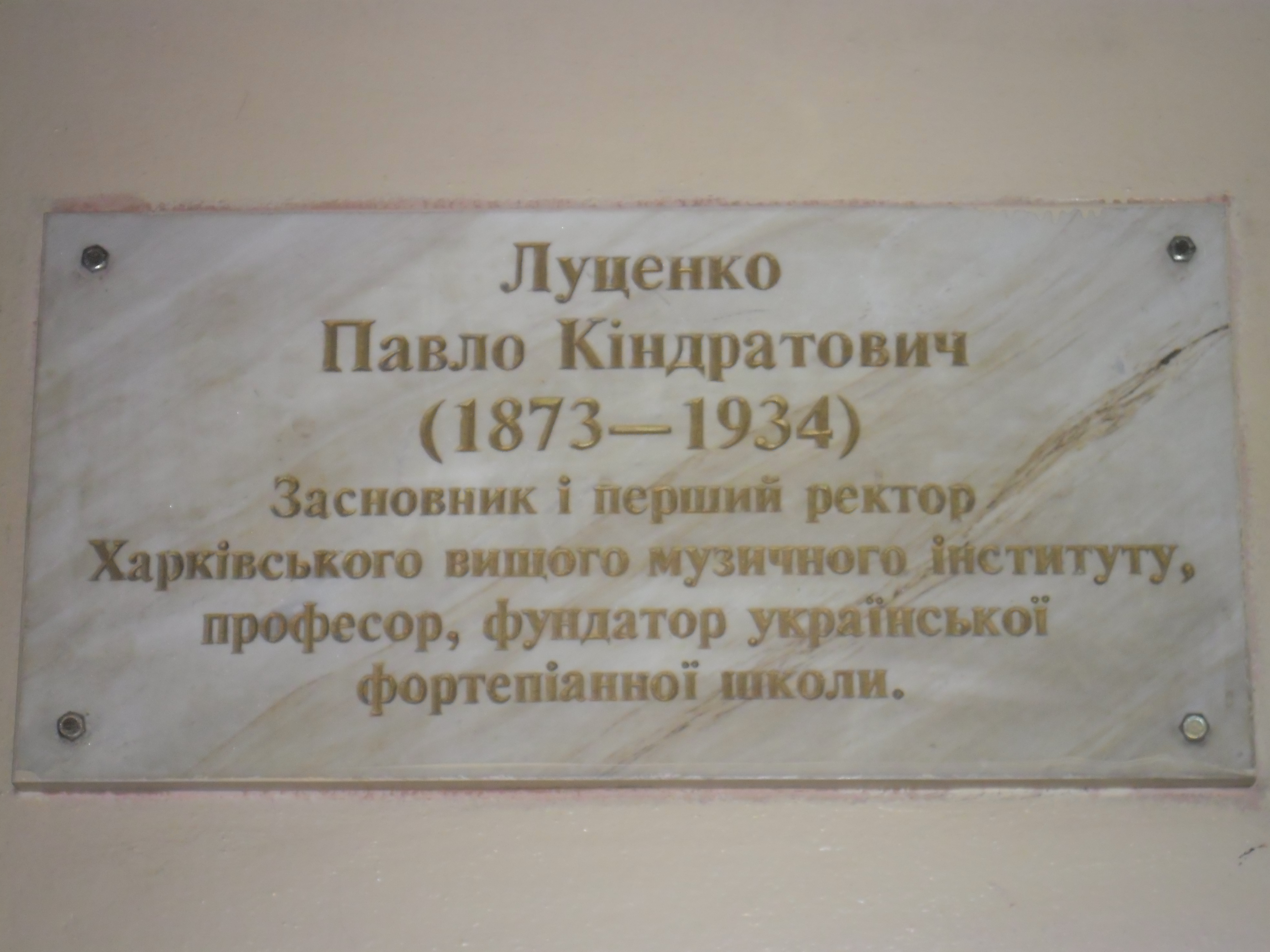
Меморіальна дошка в Харківському університеті мистецтв

У 1897 році закінчив Харківський університет (юридичний факультет).
Музичну освіту починав приватно, потім закінчив Харківське музичне училище з класу фортепіано А. Шульца-Евлера, продовжив навчання в Берліні у Е. Єдлічки.
У 1900 році закінчив екстерном Санкт-Петербурзьку консерваторію, склавши іспити на звання вільного художника.
У 1900—1914 рр. викладав в Німеччині, у тому числі в Берліні в Консерваторії Штерна, де серед його учнів були, зокрема, Альфред Ла Ліберте, Надія Ландесман, Йосиф Маргуліс і Станіслав Липський. Концертував у Берліні і інших містах Німеччини, у тому числі з Берлінським філармонічним оркестром виконував фортепіанні концерти М. А. Римського-Корсакова, П. І. Чайковського і А. С. Аренського.
У 1914—1915 — викладав у Тіфліському музичному училищі.
З 1916 — викладав у Харківському училищі ІРМТ.
У 1917—1934 — професор і завідувач кафедри фортепіано у Харківській консерваторії (у 1918—1922 — ректор). У Харкові мав багатьох учнів, з яких вийшли відомі піаністи-виконавці: В.Петров, Л.Сагалов, В.Топілін, М.Фоменко та інші. У 1920-х роках концертував у Харкові, виконував сонати Бетховена, прелюдії і фуги Й. С. Баха, «Симфонічні етюди» Шумана та ін. Павло Луценко став фундатором харківської фортепіанної школи.